# Usbekistan ved sommer-OL 2020
Usbekistan deltog under Sommer-OL 2020 i Tokyo, som blev afviklet i perioden 23. juli til 8. august 2021.

## Medaljer
| 2020 Tokyo | Guld | Sølv | Bronze | Total |
| Usbekistan | 3    | 0    | 2      | 5     |

### Medaljevinderne
| Usbekistan under sommer-OL 2020 i Tokyo | Usbekistan under sommer-OL 2020 i Tokyo | Usbekistan under sommer-OL 2020 i Tokyo | Usbekistan under sommer-OL 2020 i Tokyo | Usbekistan under sommer-OL 2020 i Tokyo |
| Medalje                                 | Navn                                    | Sport                                   | Event                                   | Dato                                    |
| --------------------------------------- | --------------------------------------- | --------------------------------------- | --------------------------------------- | --------------------------------------- |
| Guld                                    | Ulugbek Rashitov                        | Taekwondo                               | Men's 68 kg                             | 25. juli                                |
| Guld                                    | Akbar Djuraev                           | Vægtløftning                            | Men's 109 kg                            | 3. august                               |
| Guld                                    | Bakhodir Jalolov                        | Boksning                                | Men's super heavyweight                 | 8. august                               |
| Bronze                                  | Davlat Bobonov                          | Judo                                    | Men's 90 kg                             | 28. juli                                |
| Bronze                                  | Bekzod Abdurakhmonov                    | Brydning                                | Mændenes 74 kg fristil                  | 6. august                               |